# Porsche Carrera Cup Scandinavia
Porsche Carrera Cup Scandinavia startades år 2004 och är Porsches officiella Carrera Cup-mästerskap i Skandinavien. Mästerskapet drivs av Porsche Sverige i samarbete med Porsche Motorsport.
Porsche Carrera Cup-konceptet är ett av världens mest populära entyps racing-mästerskap och finns på tio marknader.
Porsche Motorsport driver även Porsche Mobil 1 Supercup som är supportklass till Formel 1.
Alla förare i Porsche Carrera Cup Scandinavia kör Porsche 911 GT3 Cup en bil som kommit i flera olika modeller sedan 2004. 
Lukas Sundahl vunnit mästerskapet sex gånger (2018-2022 & 2024). Trion Robin Rudholm, Jocke Mangs och Johan Kristoffersson har tre titlar var. 
Jämte ovan nämnda mästare har kända förare som exempelvis Mika Häkkinen, Kenny Bräck, Tony Rickardsson, Felix Rosenqvist, Stig Blomqvist, Jacques Villeneuve, Thed Björk, Jan Magnussen, prins Carl Philip och Marcus Ericsson deltagit i Porsche Carrera Cup Scandinavia.
Sedan 2018 driver Porsche Sverige mästerskapet i egen regi. 
Inför säsongen 2022 tog Svenska Bilsportförbundets (SBF) förbundsstyrelse beslutet att tilldela Porsche Carrera Cup Scandinavia officiell status som Svenska Mästerskapen för GT-bilar. Svensk mästare blev Lukas Sundahl.
SBF:s beslutet gäller inledningsvis fram till 2024.
2023 års upplaga av Porsche Carrera Cup Scandinavia avgörs med Porsche 911 GT3 Cup (992). Mästerskapet innehåller två klasser. Förutom Porsche Carrera Cup Scandinavia även Pro Am. Den sistnämnda är öppen för äldre förare som börjat sin racingkarriär på toppnivå lite senare i livet.
2023 ingår sju deltävlingar – fem i Sverige, en i Frankrike och en i Norge – med totalt 14 race. 

Kalendern 2023
12-13 maj: Scandinavian Raceway, Anderstorp (Race 1, 2)
8-10 juni: Circuit de la Sarthe, Le Mans – Frankrike (Race 3)
30 juni: Drivecenter Arena, Fällfors (Race 4, 5)
1 juli: Drivecenter Arena, Fällfors (Race 6, 7)
18-19 augusti: Gelleråsen Arena, Karlskoga (Race 8, 9)
8-9 september: Rudskogen Motorsenter, Rakkested – Norge (Race 10, 11, 12)
22-23 september: Mantorp Park, Mantorp (Race 13, 14)

## Säsonger

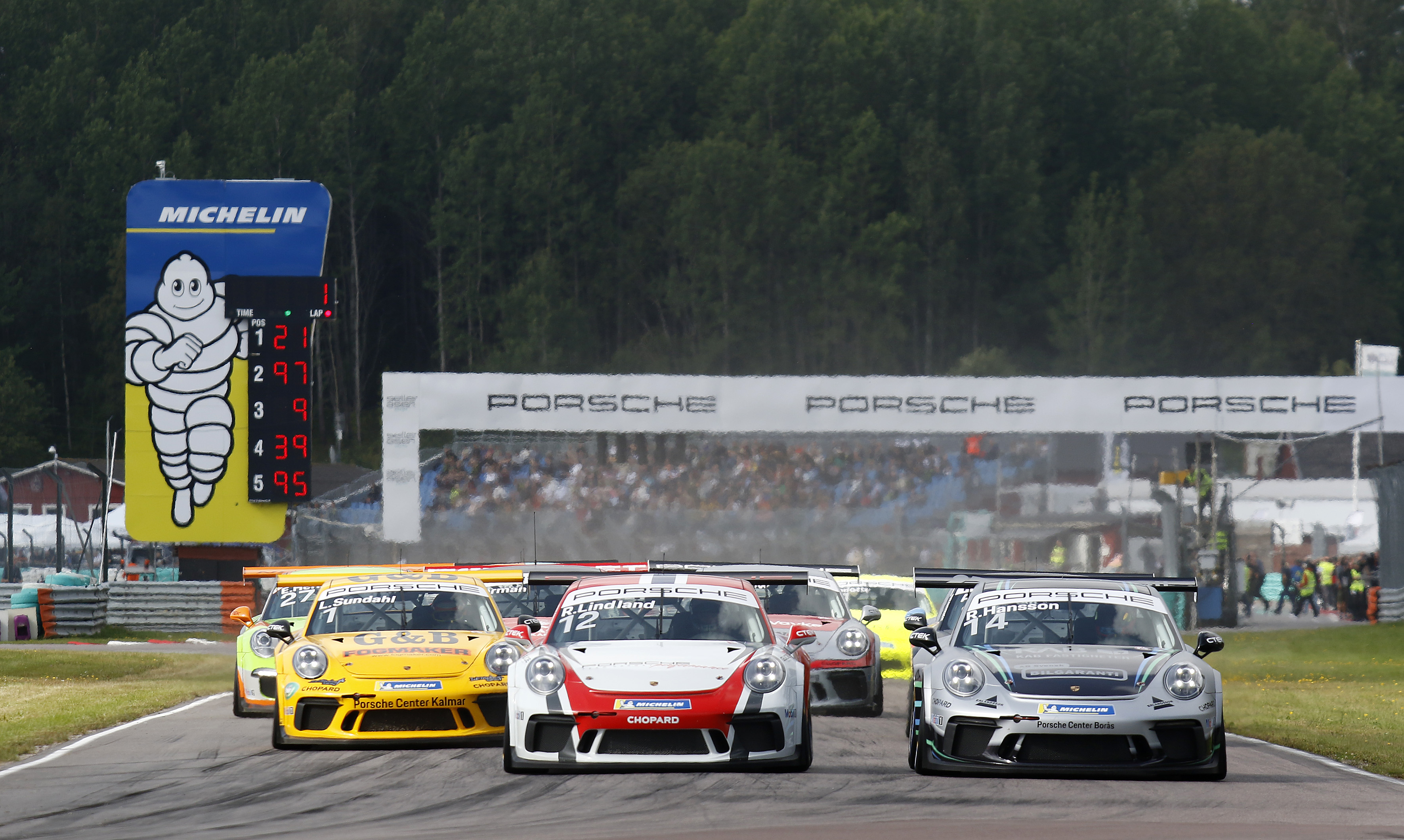
Startbild Porsche Carrera Cup Scandinavia från Gelleråsen i augusti 2019.

| År   | Mästare              | Team                        |
| ---- | -------------------- | --------------------------- |
| 2023 | Ola Nilsson          | Mtech Competition           |
| 2022 | Lukas Sundahl        | Micke Kågered Racing        |
| 2021 | Lukas Sundahl        | Sundahl-Pampas Racing       |
| 2020 | Lukas Sundahl        | Sundahl Racing              |
| 2019 | Lukas Sundahl        | Sundahl Racing              |
| 2018 | Lukas Sundahl        | Sundahl Racing              |
| 2017 | Jocke Mangs          | Team Bennys                 |
| 2016 | Fredrik Larsson      | Team Bennys                 |
| 2015 | Johan Kristoffersson | Kristoffersson Motorsport   |
| 2014 | Oscar Palm           | Steber Racing               |
| 2012 | Johan Kristoffersson | Kristoffersson Motorsport   |
| 2011 | Robin Rudholm        | Xlander Racing              |
| 2010 | Robin Rudholm        | Xlander Racing              |
| 2009 | Jocke Mangs          | Xlander Racing              |
| 2008 | Jocke Mangs          | Xlander Racing/KMS          |
| 2007 | Edward Sandström     | Edward Sandström Racing KMS |
| 2006 | Fredrik Ros          | Flash Engineering           |
| 2005 | Fredrik Ros          | Podium Racing               |
| 2004 | Robin Rudholm        | Podium Racing               |